# František Neumann
František Neumann (Přerov, Moràvia, 16 de juny de 1874 – Brno, 25 de febrer de 1929) fou un director d'orquestra i compositor txec.
Feu els estudis superiors de música en el Conservatori de Leipzig. El 1898 fou nomenat director del teatre Municipal d'Hamburg, havent dirigit després les orquestres de l'Òpera de Regen (Ratisbona), Linz, Reichenberg, Teplitz i Frankfurt del Main. Des del 1926 va dirigir el teatre Nacional de Brno.
La seva música de teatre comprèn les òperes:
- Markyz, estrenada a Linz el 1901;
- Milkovani, estrenada a Frankfurt el 1906;
- Beatrice, estrenada a Brno el 1922.

També va compondre el melodrama Pan i els ballets Vsladké Pasti, Pery i Pierrot. Per a orquestra va escriure una Rapsòdia morava; dues obertures; el poema simfònic Pekelny rej i la suite Potopeny Zvon.
Entre la seva música de cambra destaquen un Octet, llorejat per l'Acadèmia Txeca de Belles Arts, i un trio. També va escriure diversos lieder, cors, misses i motets.